# Rock field 897
『rock field 897』（ロック フィールド はちきゅうなな）は、InterFMで放送しているラジオのトーク番組

## 概要
40組以上のアイドルグループを擁するrock fieldに所属するグループが週替わり交代でMCを担当する番組。
InterFMの企画「Ouch! Together! Power of Radio」の第1弾として発表された。
番組終了後には、番組公式Twitterで出演グループのチェキのプレゼント企画を行っている。Twitterハッシュタグは「#rockfield897」。
2020年7月6日からは30分番組に変更。月曜22:30～の放送枠にはこの番組に出演し、強烈なキャラクターが好評を博した綺星★フィオレナードが担当する番組『Human Nature Gift』が編成された。

## 放送時間
- 2020年7月6日 - 、InterFM 毎週月曜 22:00 - 22:30[5]
- 2020年4月20日 - 2020年6月29日、InterFM 毎週月曜 22:00 - 23:00[1]